# Arrancy-sur-Crusne
Arrancy-sur-Crusne és un municipi francès situat al departament del Mosa i a la regió del Gran Est. L'any 2007 tenia 430 habitants.

## Demografia

### Població
El 2007 la població de fet d'Arrancy-sur-Crusne era de 430 persones. Hi havia 156 famílies, de les quals 31 eren unipersonals (13 homes vivint sols i 18 dones vivint soles), 49 parelles sense fills, 67 parelles amb fills i 9 famílies monoparentals amb fills.
La població ha evolucionat segons el següent gràfic:
Habitants censats

### Habitatges
El 2007 hi havia 178 habitatges, 163 eren l'habitatge principal de la família, 8 eren segones residències i 8 estaven desocupats. 164 eren cases i 12 eren apartaments. Dels 163 habitatges principals, 139 estaven ocupats pels seus propietaris, 21 estaven llogats i ocupats pels llogaters i 2 estaven cedits a títol gratuït; 1 tenia una cambra, 10 en tenien dues, 8 en tenien tres, 35 en tenien quatre i 109 en tenien cinc o més. 121 habitatges disposaven pel capbaix d'una plaça de pàrquing. A 63 habitatges hi havia un automòbil i a 83 n'hi havia dos o més.

### Piràmide de població
La piràmide de població per edats i sexe el 2009 era:
| Homes | Edats   | Dones |
| ----- | ------- | ----- |
| 0     | 95 o +  | 0     |
| 0     | 90 a 94 | 4     |
| 8     | 85 a 89 | 4     |
| 0     | 80 a 84 | 0     |
| 0     | 75 a 79 | 16    |
| 0     | 70 a 74 | 4     |
| 0     | 65 a 69 | 0     |
| 28    | 60 a 64 | 12    |
| 0     | 55 a 59 | 12    |
| 12    | 50 a 54 | 8     |
| 24    | 45 a 49 | 12    |
| 4     | 40 a 44 | 16    |
| 12    | 35 a 39 | 12    |
| 16    | 30 a 34 | 12    |
| 0     | 25 a 29 | 12    |
| 0     | 20 a 24 | 0     |
| 24    | 15 a 19 | 4     |
| 12    | 10 a 14 | 12    |
| 24    | 5 a 9   | 20    |
| 0     | 0 a 4   | 12    |

## Economia
El 2007 la població en edat de treballar era de 281 persones, 206 eren actives i 75 eren inactives. De les 206 persones actives 184 estaven ocupades (108 homes i 76 dones) i 21 estaven aturades (10 homes i 11 dones). De les 75 persones inactives 15 estaven jubilades, 29 estaven estudiant i 31 estaven classificades com a «altres inactius».

### Ingressos
El 2009 a Arrancy-sur-Crusne hi havia 172 unitats fiscals que integraven 460,5 persones, la mediana anual d'ingressos fiscals per persona era de 17.675 €.

### Activitats econòmiques
Dels 11 establiments que hi havia el 2007, 2 eren d'empreses extractives, 2 d'empreses de fabricació d'elements pel transport, 1 d'una empresa de fabricació d'altres productes industrials, 1 d'una empresa de construcció, 1 d'una empresa de comerç i reparació d'automòbils, 1 d'una empresa d'hostatgeria i restauració, 1 d'una entitat de l'administració pública i 2 d'empreses classificades com a «altres activitats de serveis».
Dels 2 establiments de servei als particulars que hi havia el 2009, 1 era una empresa de construcció i 1 restaurant.
L'any 2000 a Arrancy-sur-Crusne hi havia 16 explotacions agrícoles que ocupaven un total de 1.136 hectàrees.

## Poblacions més properes
El següent diagrama mostra les poblacions més properes.